# Межень (Росія)
Ме́жень (рос. Межень) — селище у складі Красноуральського міського округу Свердловської області.
Населення — 4 особи (2010, 7 у 2002).
Національний склад населення станом на 2002 рік: росіяни — 100 %.